# 아포가토
아포가토(이탈리아어: Affogato)는 피오르디라테(플레인 우유 맛) 또는 바닐라 맛의 젤라토 한 스쿱에 에스프레소를 얹은 이탈리아 후식이다. 일부 변형에서는 아마레토, 비체린, 칼루아, 또는 다른 리큐어 한 샷잔을 추가하기도 한다.

## 변형
카페에서는 보통 아포가토를 바닥이 좁고 키가 큰 잔에 담아 제공하는데, 이는 젤라토가 녹아 잔 바닥의 에스프레소와 섞이도록 하기 위함이다. 때때로 코코넛, 베리, 벌집, 그리고 여러 가지 맛의 젤라토를 추가하기도 한다. 비스코티도 함께 제공될 수 있다. 이탈리아에서는 아포가토를 종종 후식으로 분류하지만, 이탈리아 밖의 레스토랑과 카페에서는 음료로 분류한다. 아포가토는 종종 식후 커피와 후식을 겸해 숟가락으로 떠먹거나 빨대로 마신다.
아포가토의 레시피는 이탈리아에서 대체로 표준화되어 있으며, 피오르디라테(플레인 우유 맛) 또는 바닐라 젤라토 한 스쿱에 에스프레소 샷을 얹은 형태이지만, 유럽과 북미 레스토랑에서는 변형이 존재한다.
위스키, 핫초콜릿, 키르슈바서, 빈 산토, 그리고 포트 와인 등 다른 액체에 젤라토를 넣은 다양한 후식이 기록되어 있다.

## 기원
아포가토의 기원은 알려져 있지 않다. 영어 사전에는 1988년에 아포가토 사용이 기록되어 있다.

## 같이 보기
- 아이스크림 플로트